# Frankrig ved vinter-OL 1952
Frankrig deltog ved Vinter-OL 1952 i Oslo med 26 sportsudøvere, 20 mænd og seks kvinder. De deltog i fem sportsgrene, alpint, bobslæde, langrend, kunstskøjteløb og skihop og opnåede en enkelt bronzemedalje. Det betød, at Frankrig blev tolvtebedste nation ved disse lege. 

## Medaljer
| 1952 Oslo | Guld | Sølv | Bronze | Total |
| Frankrig  | 0    | 0    | 1      | 1     |

## Medaljevindere
De canadiske medaljevindere var:
| Frankrig ved vinter-OL 1952 i Oslo | Frankrig ved vinter-OL 1952 i Oslo | Frankrig ved vinter-OL 1952 i Oslo | Frankrig ved vinter-OL 1952 i Oslo | Frankrig ved vinter-OL 1952 i Oslo |
| Medaljer                           | Deltager                           | Sport                              | Øvelse                             | Resultater                         |
| ---------------------------------- | ---------------------------------- | ---------------------------------- | ---------------------------------- | ---------------------------------- |
| Bronze                             | Jacqueline du Bief                 | Kunstskøjteløb                     | single, damer                      |                                    |